# Menaforia pilosa
Menaforia pilosa là một loài tò vò trong họ Ichneumonidae.